# 우시부카정
우시부카정(일본어: 牛深町)은 일본 구마모토현 아마쿠사군에 있던 정이다. 

## 역사
- 1889년 4월 1일 - 정촌제 시행에 의해 우시부카촌이 단독으로 지자체를 형성하였다.
- 1893년 11월 3일 - 정으로 승격해 우시부카정이 되었다.
- 1954년 7월 1일 - 후카미촌, 후타우라촌, 우오누키촌, 구타마촌과 합병해 우시부카시가 성립하였다.

## 참고 문헌
- 「郷土牛深誌」1979年
- 角川日本地名大辞典編纂委員会, 『角川日本地名大辞典 43 熊本県』1987, 角川書店